# Bremervörde
Bremervörde (en allemand : /ˌbʁeːmɐˈføːɐ̯də/ ? Écouter [Fiche]) est une ville allemande située dans le Land de Basse-Saxe.

## Géographie
Bremervörde se situe dans le nord de l'Allemagne, entre les villes de Bremerhaven et de Hambourg.

## Histoire
| Appartenances historiques Principauté archiépiscopale de Brême 1236-1648 Brême-et-Verden 1648-1807 Royaume de Westphalie 1807-1811 Empire français (Bouches-de-l'Elbe) 1811-1814 Brême-et-Verden 1814-1823 Royaume de Hanovre 1823-1866 Royaume de Prusse (Province de Hanovre) 1866-1918 République de Weimar 1918-1933 Reich allemand 1933-1945 Allemagne occupée 1945-1949 Allemagne 1949-présent |

Heinrich Himmler, Reichsführer-SS du Troisième Reich, y est arrêté par une patrouille britannique, commandée par le sergent Arthur Britton. Il est accompagné de cinq de ses derniers collaborateurs dont Heinrich Müller. Déguisé en sergent-major de la Geheime Feldpolizei, il présente des papiers au nom de « Heinrich Hitzinger ». Il est reconnu et envoyé dans le camp de prisonniers de Bramstedt, près de Lunebourg.

## Jumelage
- Barth (Allemagne) depuis 1990
- Krosno Odrzanskie (Pologne) depuis 2008